# Å, Andøy kommun
Å är en liten ort i Andøy kommun, Nordland fylke i Norge med ca 40 invånare. Genom Å rinner Å-floden. Senterpartipolitikern Odd Roger Enoksen kommer härifrån.